# Tinodes rauschi
Tinodes rauschi là một loài Trichoptera trong họ Psychomyiidae. Chúng phân bố ở miền Cổ bắc.